# Timothy Snyder
Timothy David Snyder (født 18. august 1969 i Ohio) er en amerikansk professor i historie, mest kendt for bogen Bloodlands - Europa mellem Hitler og Stalin.
Timothy Snyder modtog en bachelorgrad på Brown University i Rhode Island i 1991 og en ph.d. i moderne europæisk historie på Oxford University i 1995. Derefter arbejdede han ved Harvard University og akademiske institutter i Paris, Warszawa og Wien. Fra 2001 har han været ansat på Yale University, hvor han er professor i historie med Østeuropa, Centraleuropa og Holocaust som speciale.
Bogen Bloodlands - Europa mellem Hitler og Stalin, der udkom i 2010, handler om massedrabene på 14 millioner civile og krigsfanger, der blev foretaget af Sovjetunionen under Josef Stalin og Nazityskland under Adolf Hitler i de såkaldte blodlande i perioden 1933-1945. Omtrådene Snyder refererer til som blodlande er det nuværende Polen, Ukraine, Hviderusland, Baltikum og dele af Rusland.
Bogen blev af flere aviser og magasiner kåret som den bedste bog i 2010, herunder The Economist, Financial Times og The New Republic. I 2011 blev den udgivet på dansk med titlen: Bloodlands - Europa mellem Hitler og Stalin.
Snyder læser 10 europæiske sprog, herunder tysk, russisk, polsk, ukrainsk, hviderussisk, jiddisch, tjekkisk og slovakisk.

## Udgivelser
- A History of Eastern Europe (in progress).
- Brotherlands: A Family History of the European Nations (in progress).
- Stalinism in Europe: War, Terror, Domination, as co-editor with Ray Brandon (in progress).
- Thinking the Twentieth Century (Tony Judt with Timothy Snyder) (Penguin, 2011)
- Bloodlands: Europe Between Hitler and Stalin (Basic Books, 2010)
- The Red Prince: The Secret Lives of A Habsburg Archduke (Basic Books, 2008);
- Sketches from a Secret War: A Polish Artist's Mission to Liberate Soviet Ukraine (Yale University Press, 2005);
- The Reconstruction of Nations: Poland, Ukraine, Lithuania, Belarus, 1569-1999 (Yale University Press, 2003);
- Wall Around the West: State Power and Immigration Controls in Europe and North America (Rowman and Littlefield, 2000) as co-editor with Peter Andreas.
- Nationalism, Marxism, and Modern Central Europe: A Biography of Kazimierz Kelles-Krauz (Harvard University Press, 1998);